# Colastes braconius

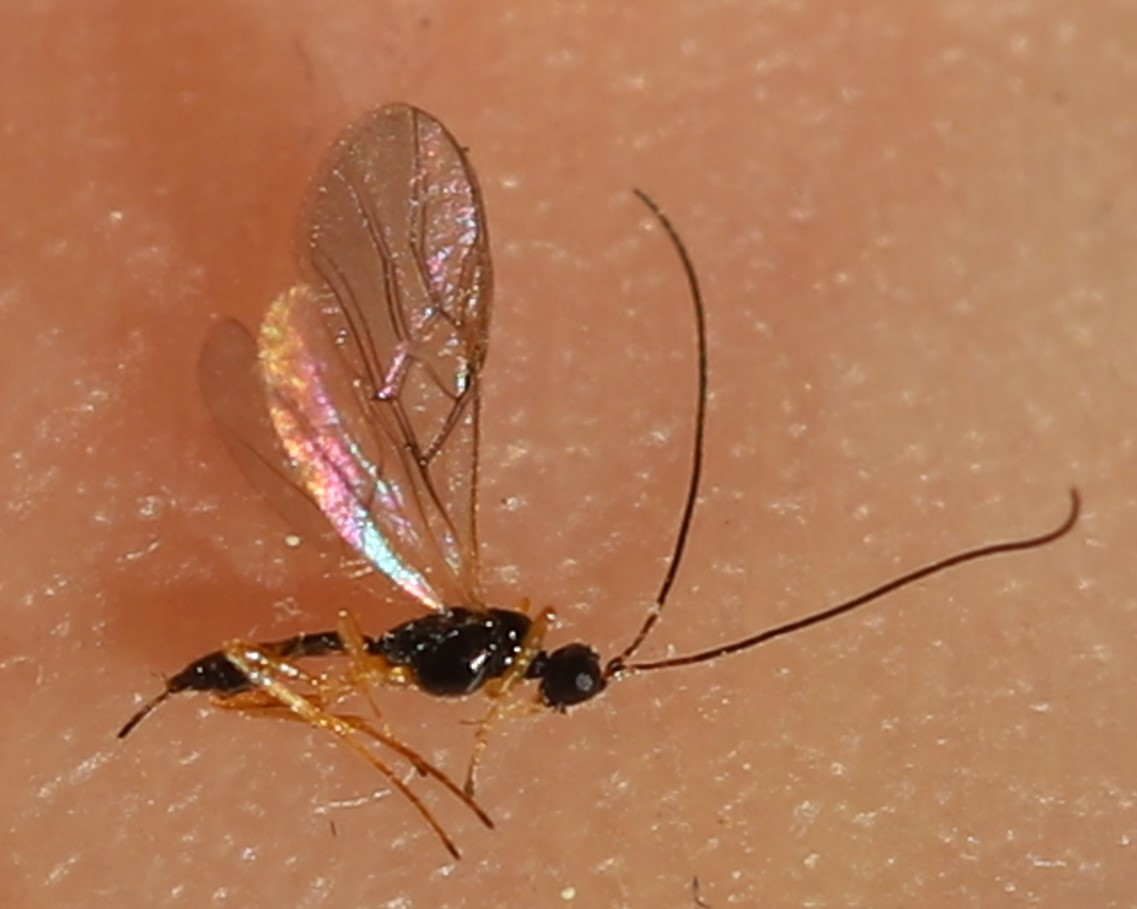
Colastes braconius ♀

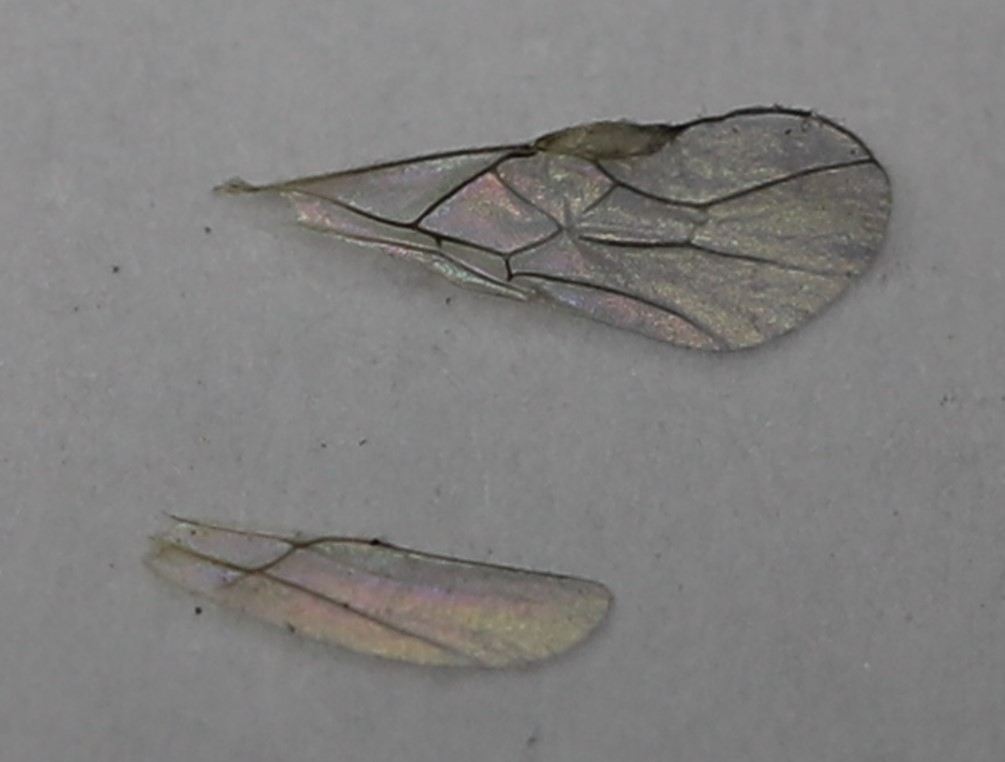
Flügel

Colastes braconius ist eine Brackwespe aus der Unterfamilie Exothecinae. Die Art wurde von dem irischen Entomologen Alexander Haliday 1833 erstbeschrieben.

## Merkmale
Die Brackwespen sind etwa 3 mm lang. Kopf und Thorax sind dunkelbraun bis schwarz gefärbt. Der Hinterleib ist meist gelb gefärbt, wobei das basale und apikale Ende verdunkelt sind. Die Fühler sind häufig basal gelblich gefärbt und werden zur Spitze hin verdunkelt. Die Länge der Fühler übertrifft die Körperlänge geringfügig. Die Weibchen besitzen einen relativ kurzen leicht nach unten gebogenen Ovipositor. Die Beine sind gelb. Die Vorderflügel weisen ein gelbes Pterostigma auf. Die Flügelader 2m ist bei der Gattung Colastes verdickt. Ferner zweigt im basalen Drittel des Pterostigmas die Flügelader in einem schiefen Winkel ab. Charakteristisch für die Brackwespen sind auch die beiden großen Flügelzellen, die gegenüber dem basalen Teil des Pterostigmas liegen.

## Verbreitung
Die Brackwespenart ist in der Paläarktis verbreitet. In Europa reicht das Vorkommen im Norden bis nach Fennoskandinavien und zu den Britischen Inseln. Auf der Iberischen Halbinsel fehlt die Art offenbar. Im Osten erstreckt sich das Verbreitungsgebiet über das nördliche Kleinasien, den Kaukasus und Kasachstan bis nach Korea und Japan. Ferner gibt es Funde von der Ostküste der Vereinigten Staaten, wo Colastes braconius offenbar eingeschleppt wurde.

## Lebensweise
Colastes braconius ist ein solitär lebender polyphager Ektoparasitoid blattminierender Wirte aus den Insektenordnungen der Schmetterlinge (Lepidoptera), der Käfer (Coleoptera), der Hautflügler (Hymenoptera) und der Zweiflügler (Diptera). Es sind eine Vielzahl von Wirtsarten bekannt. In der Ordnung der Zweiflügler werden Minierfliegen (Agromyzidae) parasitiert, darunter Agromyza nana und Liriomyza pusilla.  Bei den Schmetterlingen werden als Wirte genannt: Miniersackträger (Coleophoridae) wie Coleophora gryphipennella, Prachtfalter (Cosmopterigidae) wie Cosmopterix scribaiella, Grasminiermotten (Elachistidae) wie Elachista humilis, Trugmotten (Eriocraniidae) wie Dyseriocrania subpurpurella, Miniermotten (Gracillariidae), darunter die Rosskastanienminiermotte (Cameraria ohridella) und Phyllonorycter ulmifoliella, Fransenmotten (Momphidae) wie Mompha raschkiella, Bläulinge (Lycaenidae) wie der Große Wanderbläuling (Lampides boeticus), Zwergminiermotten (Nepticulidae) wie Ectoedemia septembrella, Zünsler (Pyralidae) wie Delplanqueia dilutella sowie Schopfstirnmotten (Tischeriidae) wie die Eichenminiermotte Tischeria ekebladella. Bei den Käfern werden folgende Rüsselkäfer als Wirtsarten genannt: Cryptorhynchus lapathi, Orchestes avellanae und Orchestes fagi. Ferner werden folgende Echte Blattwespen (Tenthredinidae) als Wirte aufgeführt: Fenusa ulmi, Fenusella hortulana, Heterarthrus vagans, Euura pedunculi und Euura proxima.